# 5101 Ахмеров
5101 Ахмеров (1985 UB5, 1969 TQ, 5101 Akhmerov) — астероїд головного поясу, відкритий 22 жовтня 1985 року.
Тіссеранів параметр щодо Юпітера — 3,214.